# Bernard Tomic
Bernard Tomic (* 21. Oktober 1992 in Stuttgart, Deutschland) ist ein australischer Tennisspieler. Er wohnt in Gold Coast, Australien. Als Junior gewann Tomic dreimal – als U12-, U14- sowie U16-Spieler – den Orange Bowl, eines der wichtigsten Juniorenturniere. Dazu gewann er mit dem australischen Team den Davis Cup für Junioren. Für besonderes Aufsehen sorgte er, als er sechzehnjährig – und damit so jung wie kein Spieler zuvor – ein Match bei den Australian Open 2009 gewann.

## Leben
Geboren wurde Tomic in Stuttgart. Mit zwei Jahren zog er mit seinen kroatischen Eltern von Deutschland nach Australien.

### Junior-Karriere
Tomic begann im Alter von sieben Jahren mit dem Tennissport. Als 13-jähriger Qualifikant siegte er bei seinem ersten Turnier, den U18-Canterbury-Meisterschaften. Bis in den Sommer trat er bei weiteren Wettkämpfen an und gewann ein weiteres Turnier. Nachdem er bei der Ozeanischen Juniorenmeisterschaft erst im Viertelfinale ausgeschieden war, ging er auch bei der Asiatisch-/Ozeanischen Meisterschaft an den Start und erreichte sogar das Halbfinale, wo er seinem Landsmann Greg Jones unterlag.
Bei den Australian Open der Junioren im Januar 2007 schied er in der zweiten Runde aus. Bei den Offenen Japanischen Meisterschaften im April des Jahres gelang ihm der Halbfinaleinzug. Die French Open der Junioren im Mai 2007 beendete er als Qualifikant ebenfalls in der zweiten Runde, als er gegen den an fünfzehn gesetzten Litauer Ričardas Berankis ausschied. Einen Monat darauf holte Tomic an Nummer zwei gesetzt mit dem Sieg bei den Ozeanischen Juniorenmeisterschaften seinen ersten internationalen Titel. Darüber hinaus erreichte er mit Hiroki Moriya das Finale und gewann Silber. Während er bei den US Open wiederum als Qualifikant das Achtelfinale erreichte, schied er bei den Asien- und Ozeanienmeisterschaften der Senioren vorzeitig aus. Zuvor half er mit mehreren Siegen seiner Mannschaft jedoch noch beim Gewinn des Junioren-Davis-Cups 2007. Das Jahr 2008 begann Tomic mit dem Junioren-Sieg bei den Australian Open. Dabei gab er in sechs Partien drei Sätze ab und gewann das Finale gegen Yang Tsung-hua schließlich mit 4:6, 7:6, 6:0. Auch bei den weiteren Grand-Slam-Turnieren der Junioren schnitt der Australier erfolgreich ab, in Wimbledon schied er erst im Halbfinale aus und verlor mit Matt Reid außerdem das Finale des Doppelwettbewerbs.

### 2009 bis 2012: Etablierung auf der Profi-Tour
Als Vorjahressieger bei den Junioren erhielt Tomic bei den Australian Open eine Wildcard fürs Hauptfeld und konnte so erstmals an einem Grand-Slam-Turnier der Erwachsenen teilnehmen. Dort traf er in der ersten Runde auf den Italiener Potito Starace, der als klarer Favorit in das Duell ging. Dennoch überraschte der Australier mit einem Sieg (7:6, 1:6, 7:6, 7:6), womit er zum jüngsten Matchgewinner der Australian Open wurde. In der zweiten Runde verlor er gegen Gilles Müller nach dem Gewinn des ersten Satzes in vier Sätzen.
2010 startete Tomic, durch eine Wildcard, erneut bei den Australian Open. Nach einem glatten 6:3, 6:4, 6:4 über den Qualifikanten Guillaume Rufin, verlor er in Runde zwei im fünften Satz gegen den an Nummer 14 gesetzten Marin Čilić.
2011 gelang ihm ebenfalls bei den Australian Open der Einzug in die dritte Runde des Turniers, wo er sich Rafael Nadal geschlagen geben musste.
Nach den Australian Open spielte Tomic hauptsächlich Challenger-Turniere mit wechselnden Erfolgen. Einen großen Sprung in der Rangliste nach vorne schaffte er in Wimbledon, wo er inklusive Qualifikation sieben Spiele in Serie gewann und erst im Viertelfinale am späteren Sieger, der Nummer eins der Welt, Novak Đoković scheiterte. Damit war er der jüngste Spieler seit Boris Becker, der das Viertelfinale in Wimbledon erreichte. Unter anderem gelang ihm dabei ein Sieg gegen den Top-Ten-Spieler Robin Söderling. An diesen Erfolg konnte er im weiteren Verlauf der Saison nicht mehr anschließen. Mit Teilerfolgen bei den ATP-Turnieren in Tokio und Shanghai arbeitete er sich aber bis auf Rang 41 der Weltrangliste vor.
2012 startete Tomic mit dem Einzug ins Halbfinale des Turniers von Brisbane. Dort unterlag er Andy Murray mit 3:6, 2:6.

### 2014 bis heute
In der ersten Runde des Masters in Miami 2014 verlor Tomic sein erstes Spiel nach seiner Hüftoperation gegen Jarkko Nieminen in 28 Minuten und 20 Sekunden. Das war die schnellste Niederlage in der Geschichte der ATP Tour. 2014 gewann er das ATP-Turnier Bogotá, nachdem er mit 7:6, 3:6 und 7:6 gegen Ivo Karlović im Finale gewonnen hatte. Diesen Erfolg wiederholte er 2015 an gleicher Stelle und schlug Adrian Mannarino im Finale mit 6:1, 3:6 und 6:2.
In Wimbledon 2017 unterlag er in der ersten Runde Mischa Zverev glatt in drei Sätzen. Nachdem er sich während der Partie hatte behandeln lassen, gab er auf der Pressekonferenz zu: „Ich war gelangweilt. Ich habe versucht, so zu tun, als wäre ich verletzt, um das Momentum wieder auf meine Seite zu drehen.“ Auch in Wimbledon 2019 sorgte er mit einem lustlosen Auftritt in der ersten Runde, diesmal gegen Jo-Wilfried Tsonga, für Aufmerksamkeit. Der Verband belegte ihn daraufhin mit einer Geldstrafe in Höhe von 45.000 Pfund – dies entsprach dem Preisgeld für die Teilnahme an Runde eins. Die Veranstalter gaben an, dass die Spieler in Wimbledon „professionelle Standards“ einhalten müssen, und dies bei Tomic nicht der Fall gewesen sei. Tomic lief bei der Dreisatz-Niederlage immer wieder erreichbaren Bällen nicht hinterher und schlug einfache Bälle ohne Not ins Netz.
Im September 2018 feierte Tomic beim ATP-Turnier in Chengdu seinen ersten Titel nach drei Jahren. Im Finale besiegte er Fabio Fognini, nach Abwehr von vier Matchbällen, mit 6:1, 3:6 und 7:6.

## Sonstiges
2018 nahm er an der vierten Staffel der australischen Fernsehshow I’m a Celebrity…Get Me Out of Here! teil.

## Erfolge
| Legende (Anzahl der Siege)  |
| Grand Slam                  |
| ATP World Tour Finals       |
| ATP World Tour Masters 1000 |
| ATP World Tour 500          |
| ATP World Tour 250 (4)      |
| ATP Challenger Tour (3)     |

| ATP-Titel nach Belag |
| Hartplatz (4)        |
| Sand (0)             |
| Rasen (0)            |

### Einzel

#### Turniersiege

##### ATP World Tour
| Nr. | Datum              | Turnier    | Belag     | Finalgegner      | Ergebnis        |
| --- | ------------------ | ---------- | --------- | ---------------- | --------------- |
| 1.  | 12. Januar 2013    | Sydney     | Hartplatz | Kevin Anderson   | 6:3, 6:72, 6:3  |
| 2.  | 20. Juli 2014      | Bogotá (1) | Hartplatz | Ivo Karlović     | 7:65, 3:6, 7:64 |
| 3.  | 26. Juli 2015      | Bogotá (2) | Hartplatz | Adrian Mannarino | 6:1, 3:6, 6:2   |
| 4.  | 30. September 2018 | Chengdu    | Hartplatz | Fabio Fognini    | 6:1, 3:6, 7:67  |

##### ATP Challenger Tour
| Nr. | Datum             | Turnier   | Belag     | Finalgegner        | Ergebnis       |
| --- | ----------------- | --------- | --------- | ------------------ | -------------- |
| 1.  | 1. März 2009      | Melbourne | Hartplatz | Marinko Matosevic  | 5:7, 6:4, 6:3  |
| 2.  | 7. Februar 2010   | Burnie    | Hartplatz | Greg Jones         | 6:4, 6:2       |
| 3.  | 2. September 2018 | Mallorca  | Hartplatz | Matthias Bachinger | 6:4, 3:6, 7:64 |

#### Finalteilnahmen
| Nr. | Datum            | Turnier  | Belag     | Finalgegner           | Ergebnis       |
| --- | ---------------- | -------- | --------- | --------------------- | -------------- |
| 1.  | 11. Januar 2014  | Sydney   | Hartplatz | Juan Martín del Potro | 3:6, 1:6       |
| 2.  | 28. Februar 2016 | Acapulco | Hartplatz | Dominic Thiem         | 6:76, 6:4, 3:6 |

### Doppel

#### Finalteilnahmen
| Nr. | Datum           | Turnier | Belag     | Partner   | Finalgegner                      | Ergebnis          |
| --- | --------------- | ------- | --------- | --------- | -------------------------------- | ----------------- |
| 1.  | 9. Oktober 2016 | Peking  | Hartplatz | Jack Sock | Pablo Carreño Busta Rafael Nadal | 7:66, 2:6, [8:10] |

## Abschneiden bei Grand-Slam-Turnieren

### Junioreneinzel
| Turnier         | 2007 | 2008 | 2009 | Karriere |
| --------------- | ---- | ---- | ---- | -------- |
| Australian Open | 2    | S    | —    | S        |
| French Open     | 2    | VF   | AF   | VF       |
| Wimbledon       | —    | HF   | HF   | HF       |
| US Open         | AF   | 1    | S    | S        |

### Juniorendoppel
| Turnier         | 2008 | Karriere |
| --------------- | ---- | -------- |
| Australian Open | VF   | VF       |
| French Open     | 1    | 1        |
| Wimbledon       | F    | F        |
| US Open         | AF   | AF       |

Zeichenerklärung: S = Turniersieg; F, HF, VF, AF = Einzug ins Finale / Halbfinale / Viertelfinale / Achtelfinale; 1, 2, 3 = Ausscheiden in der 1. / 2. / 3. Hauptrunde; nicht ausgetragen